# Aristide Rousaud
Aristide Charles Louis Rousaud (Rivesaltes, 7 de febrero de 1868 - 12 de febrero de 1946) fue un escultor francés, alumno de Auguste Rodin. 

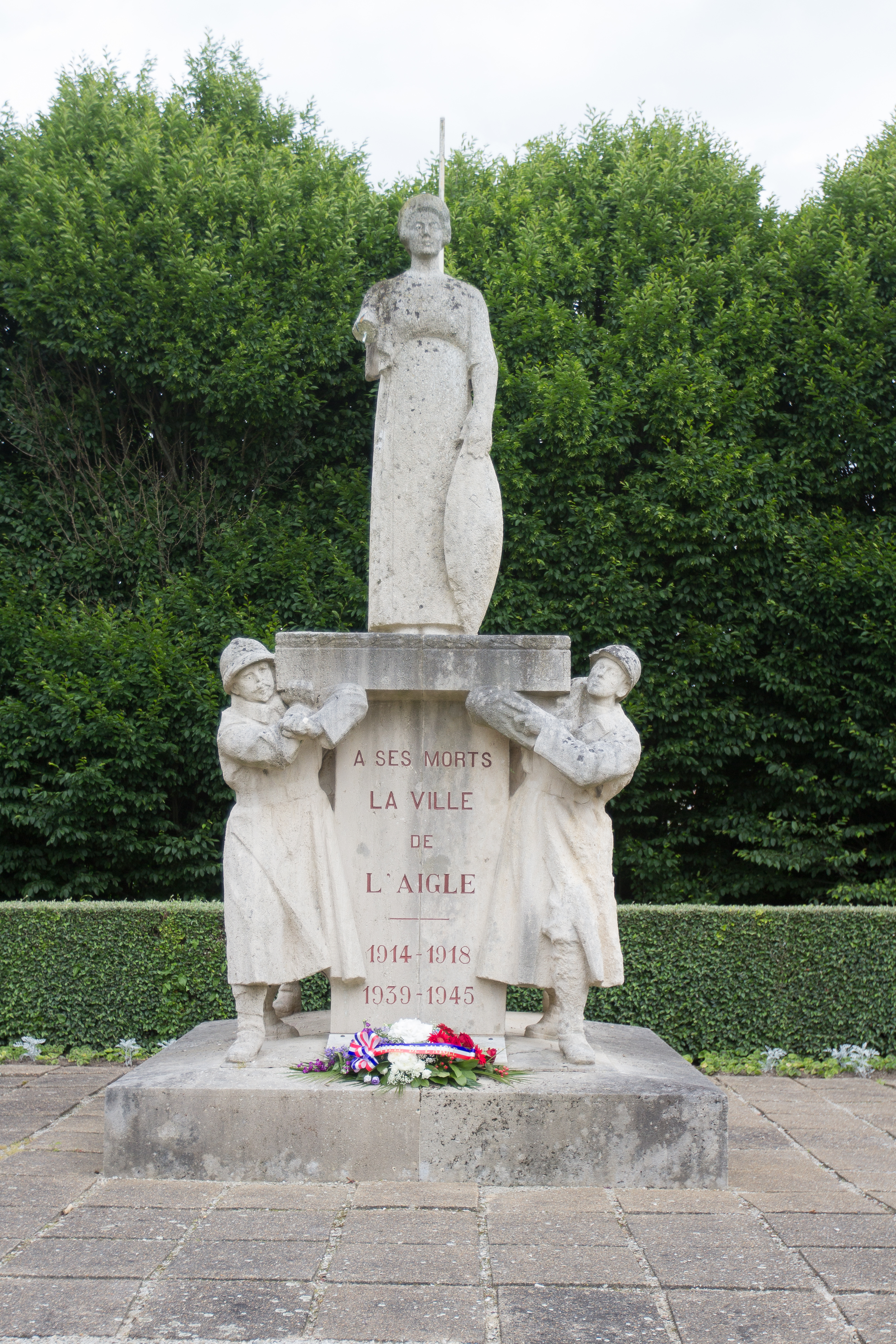
Monumento a los caídos en L'Aigle (Orne)

## Biografía
Originario de Rivesaltes, Rousaud dejó su ciudad natal en 1883 para trabajar en París. Como alumno primero de Alexandre Falguière, se convirtió luego en su director de taller. 
Luego se unió a los estudiantes de Auguste Rodin, de quienes se convirtió en aprendiz. Realiza este trabajo, entre otros, para los retratos esculpidos de Victor Hugo, Pierre Puvis de Chavannes o Georges Clemenceau.
Como escultor, participó en la creación de monumentos en conmemoración de la Primera Guerra Mundial . En 1921, el memorial de guerra de L'Aigle se exhibió en el Salón de la Société des Artistes Français en París (catálogo n° 3930). Con su alumno Georges Saupique, creó el memorial de guerra de Langres. 
También creó un monumento al Ministerio de las Fuerzas Armadas en memoria de los funcionarios de la administración central víctimas de la guerra.
En 2018, el municipio de Rivesaltes tenía previsto rendirle un homenaje.

## Obra de arte

### Monumentos

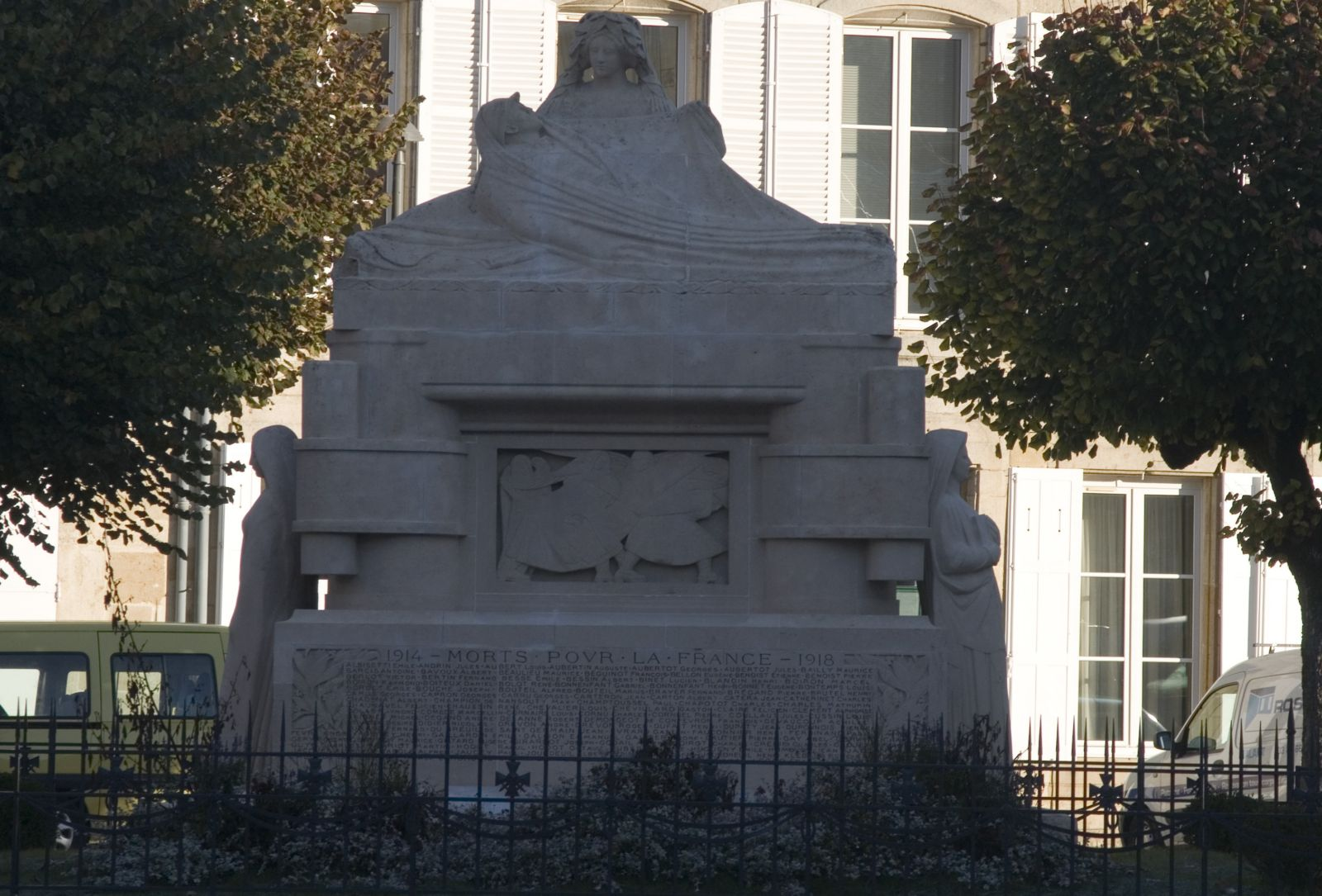
Monumento a los caídos en Langres (Haute Marne)

- Monumento a los caídos, jardín del ayuntamiento, L'Aigle
- Monumento a los caídos, con Georges Saupique, place de Verdun, Langres
- Fuente monumental de la ciudad de Rivesaltes y el río Agly, 1899, lugar Maréchal-Joffre, en Rivesaltes.[4]

### Esculturas
- Estatua de Pierre de Ronsard (1928), Plaza Auguste-Mariette-Pacha, París
- Joven (busto italiano), en el Museo Augustins de Toulouse[5]
- Tres mujeres desnudas sosteniendo una esfera (circa 1930-1940)[6]
- Mujer desnuda acostada de espaldas
- Caballo en el abrevadero
- Enfriador (bronce y galleta)